# Sächsische Separatisten
De Sächsische Separatisten (SS) (Nederlands: Saksische Separatisten) zijn een Duitse extreemrechtse organisatie die door volgens sommige benoemd kan worden als terroristisch. De organisatie, waarvan haar leden zich voornamelijk in de Duitse deelstaat Saksen bevinden, is waarschijnlijk in 2020 opgericht. Op 5 november 2024 kwam deze organisatie in Nederland voor het eerst in het nieuws nadat acht mannen in Duitsland en Polen werden opgepakt op verdenking van lidmaatschap van rechtsextremistische terroristische organisatie.

## Achtergrond
De organisatie, die uit vijftien tot twintig leden bestaan, zou rond november 2020 zijn opgericht. De groep heeft racistische en antisemitische ideeën en zou de Duitse grondwet en rechtstaat afwijzen. De leden hebben het idee dat de Bondsrepubliek Duitsland op instorten staat en willen op het moment dat dat gebeurt de macht grijpen in Saksen.
Op 5 november arresteerde de Duitse politie zeven mannen in en rond Leipzig, in Dresden en in Landkreis Meißen. Hiernaast werd er ook in het Poolse Zgorzelec 1 man gearresteerd.
De Duitse krant Der Spiegel vermelde dat zich onder de arrestanten een politicus van de rechtsradicale partij AfD bevond. In reactie hierop deed de AfD afstand van de Saksische Separatisten. Ze kondigde aan dat ze de banden willen verbreken met de mannen die zijn opgepakt. 